# Leh (stad)
Leh is een stad in het noorden van India en de zomerhoofdstad van het Indiase unieterritorium Ladakh. Tevens is het de hoofdplaats van het gelijknamige district Leh.
De stad ligt vlak boven de Indusvallei in het zuidwesten van het Tibetaans Hoogland. Het omringende landschap wordt bepaald door woestijn en rotsig, besneeuwd hooggebergte.
Leh was ooit de hoofdstad van het oude koninkrijk Ladakh.

## Geschiedenis

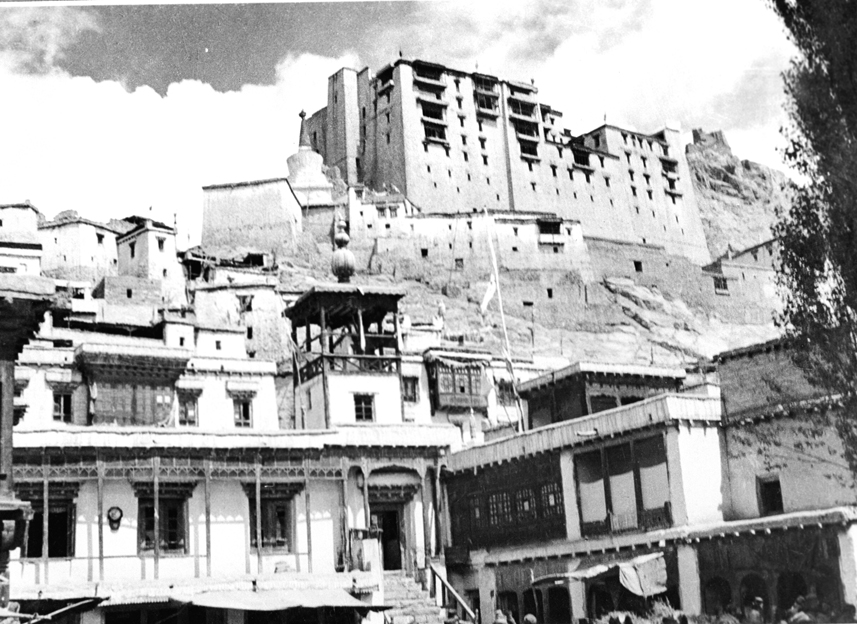
Het paleis van Leh
(1949)

Leh kwam op de kaart te staan toen de (boeddhistische) Ladakhi koning Sengge Namgyal (1570-1642) zijn paleis in Leh liet bouwen, nadat hij de (islamitische) Balti's uit Ladakh had verdreven. Leh groeide uit tot een belangrijke halteplaats voor karavanen van India en Kasjmir naar Tibet, Yarkand en Kashgar aan de andere kant van de Himalaya en Karakoram.
In de 17e eeuw dreigde de vijfde dalai lama van Tibet Ladakh in te nemen, zodat de koning de hulp zocht van de Mogols in India. Ladakh werd daarmee een vazalstaat van de Mogolkeizer Aurangzeb, die als onderdeel van het verdrag eiste dat er in Leh een moskee gebouwd werd. Rond 1830, na het uit elkaar vallen van het Mogolrijk, werd Ladakh binnengevallen door troepen van de maharadja van Kasjmir. Deze dwongen de koninklijke familie Leh te verlaten en voortaan in ballingschap in Stok te gaan wonen. Vanaf 1847 was Ladakh onderdeel van Kasjmir. Na de onafhankelijkheid van India en Pakistan in 1947, raakten de twee nieuwe staten in oorlog over Kasjmir. Ladakh dreigde in Pakistaanse handen te vallen, maar bleef uiteindelijk bij India horen. Sindsdien is het Indiase leger duidelijk in de stad en omgeving aanwezig.
De oorlog tussen China en India en het daarop volgende sluiten van de grens met Tibet bracht een einde aan de handel met Tibet. Sinds 1975 is Leh toegankelijk voor buitenlandse toeristen, waardoor er steeds meer hotels en restaurants gebouwd worden in de stad. Dankzij de economische welvaart die dit bracht is er sindsdien sprake van een gestage bevolkingsgroei.
Sinds de Tibetaanse diaspora werden in Leh Tibetaanse ballingen opgevangen. Een andere nederzetting in de regio Ladakh werd Changtang.

## Geografie

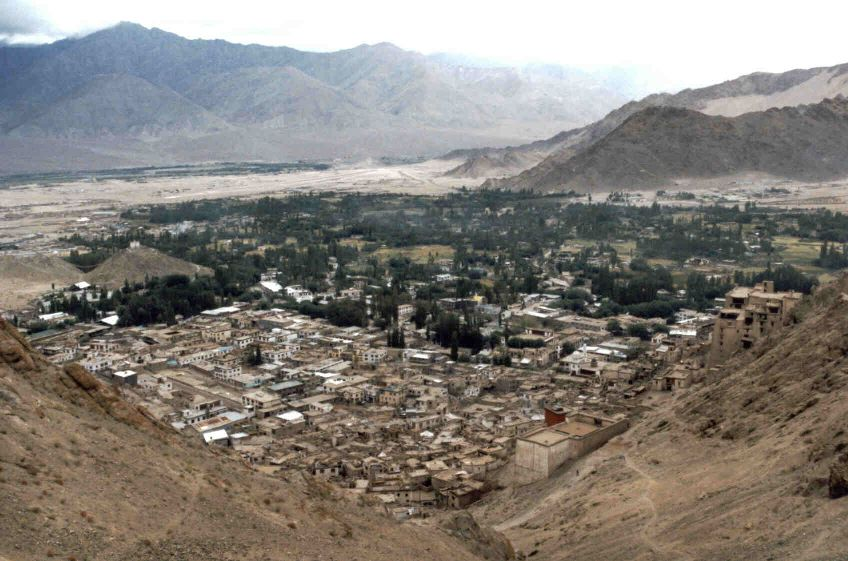
Uitzicht over Leh vanaf het fort

Sinds 1947 vormt Ladakh een uithoek van India, de grenzen met China en Pakistan zijn hermetisch afgesloten. Vanaf Leh loopt een 434 km lange weg naar het westen via Kargil en over onder andere de Zojipas naar Srinagar in Kasjmir, een andere 473 km lange weg naar het zuiden via Upshi en over de Taglang La richting Keylong in Lahaul, dan verder naar Manali. Naar het noorden loopt de Khardung La, de hoogste voor motorvoertuigen begaanbare bergpas ter wereld, naar de afgelegen Nubravallei. Leh is gedurende grote delen van het jaar alleen per vliegtuig te bereiken.
Leh is op 3.500 meter een van de hoogstgelegen steden ter wereld. Daarom heerst er een klimaat van extremen, 's winters kan de temperatuur ver beneden de -30°C zakken terwijl 's zomers temperaturen boven de 40 °C niet ongewoon zijn. Jaarlijks ontvangt Leh slechts 50 mm neerslag.

## Religie

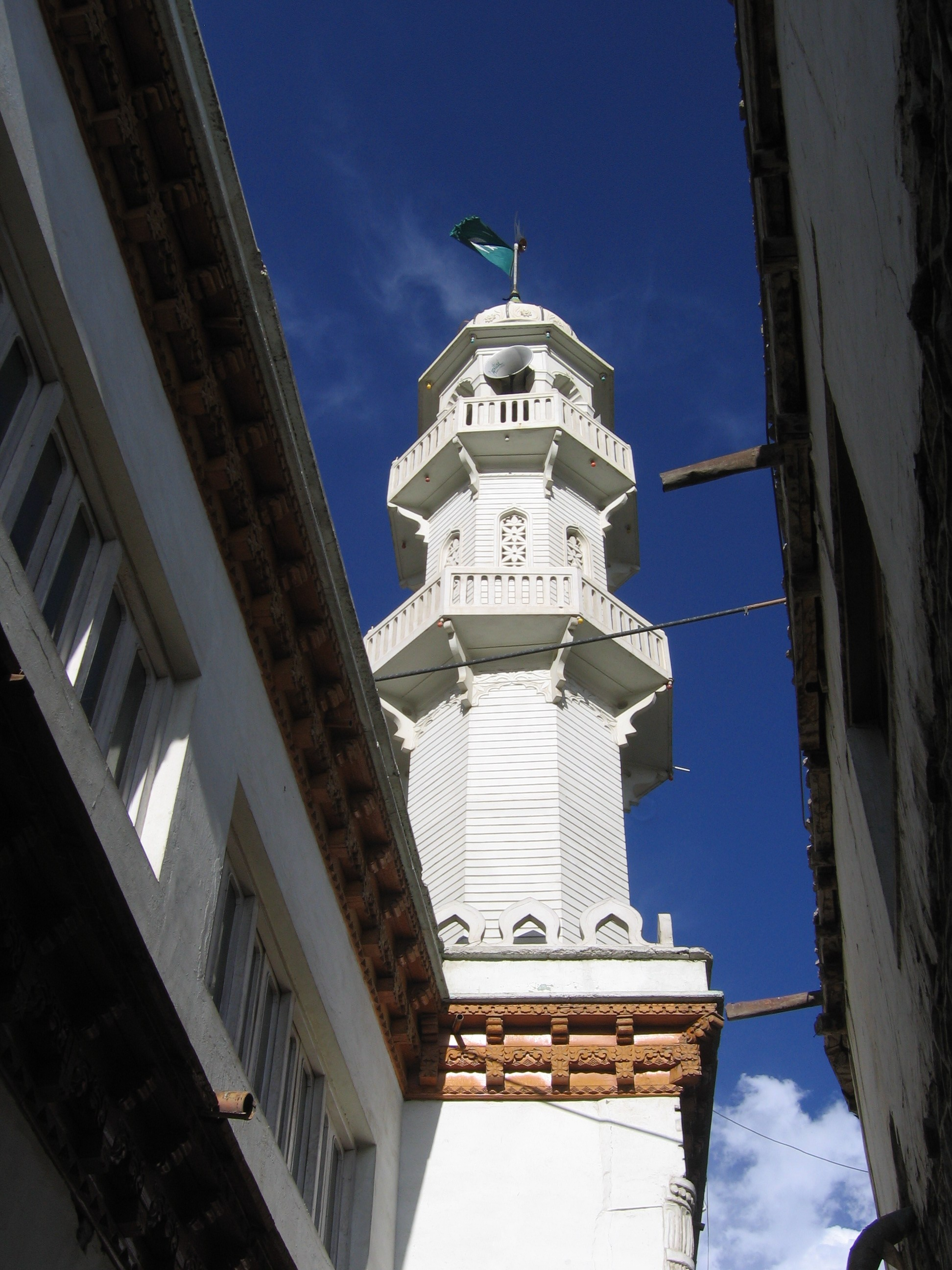
De moskee van Leh

Net als de rest van Oost-Ladakh, is de grote meerderheid van de bevolking in Leh (81,18%) tantrisch boeddhist. Verder woont er een moslimminderheid, een overblijfsel uit de tijd dat Ladakh onder de maharadja van Kasjmir viel. Moslimhandelaren uit Kasjmir vestigden zich in Ladakh, eerst vanwege de handelsroutes, later ook vanwege het opkomende toerisme. Kleinere minderheden zijn hindoes (2,99%), sikhs (0,27%), en christenen (0,23%).
Moslims en boeddhisten leven op gespannen voet samen, de moskee en de belangrijkste gompa in Leh liggen niet ver bij elkaar vandaan. De twee gemeenschappen leven strikt gescheiden van elkaar en soms is het tot gewelddadigheden gekomen. In 2003 bezocht de veertiende dalai lama zowel de moskee als verschillende gompa's, waarbij hij opriep tot vrede te komen.
De christelijke gemeenschap bestaat voornamelijk uit bekeerde boeddhisten. De gemeenschap werd in 1885 gesticht door Duitse missionarissen van de Evangelische Broedergemeente.

## Bezienswaardigheden

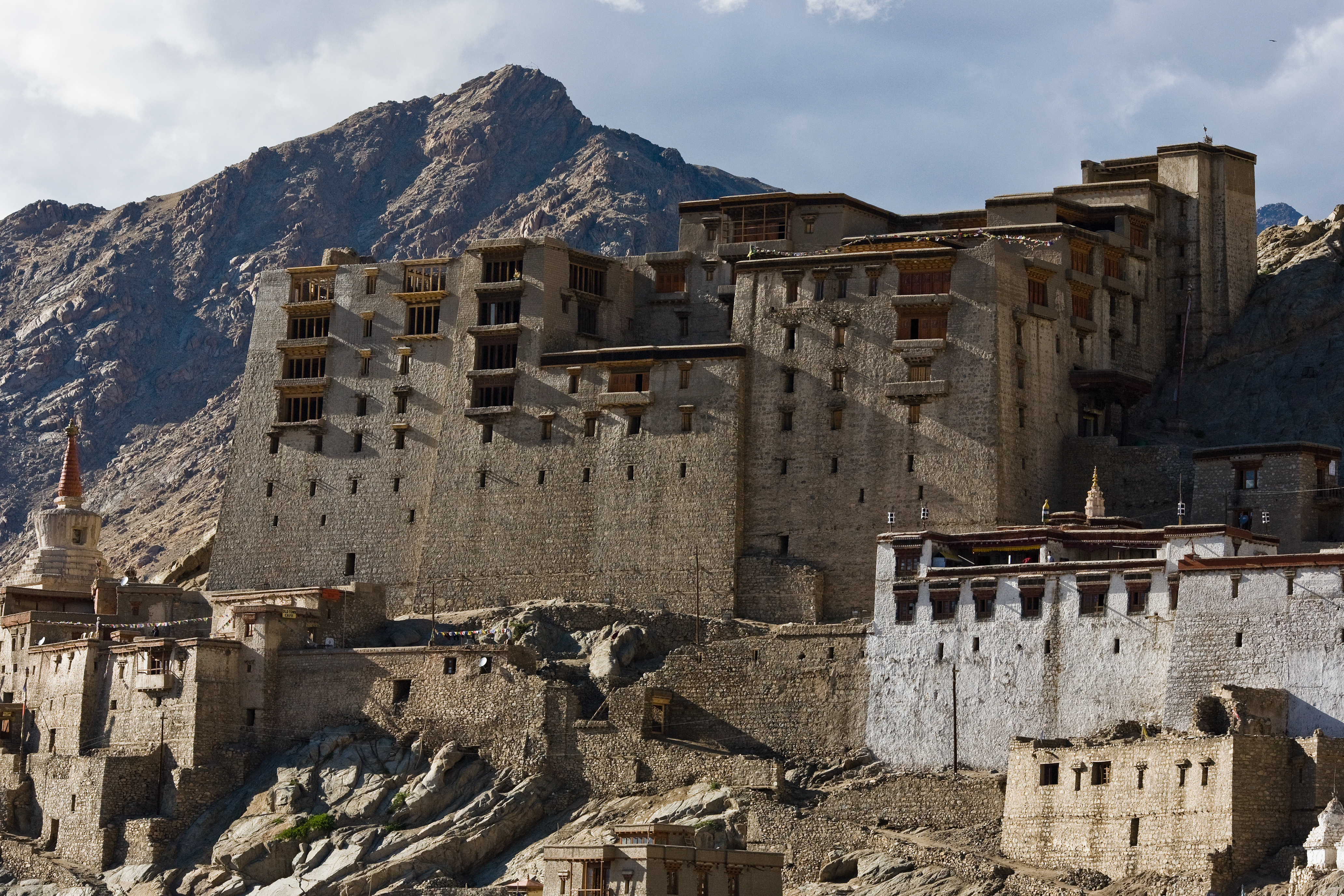
Paleis van Leh

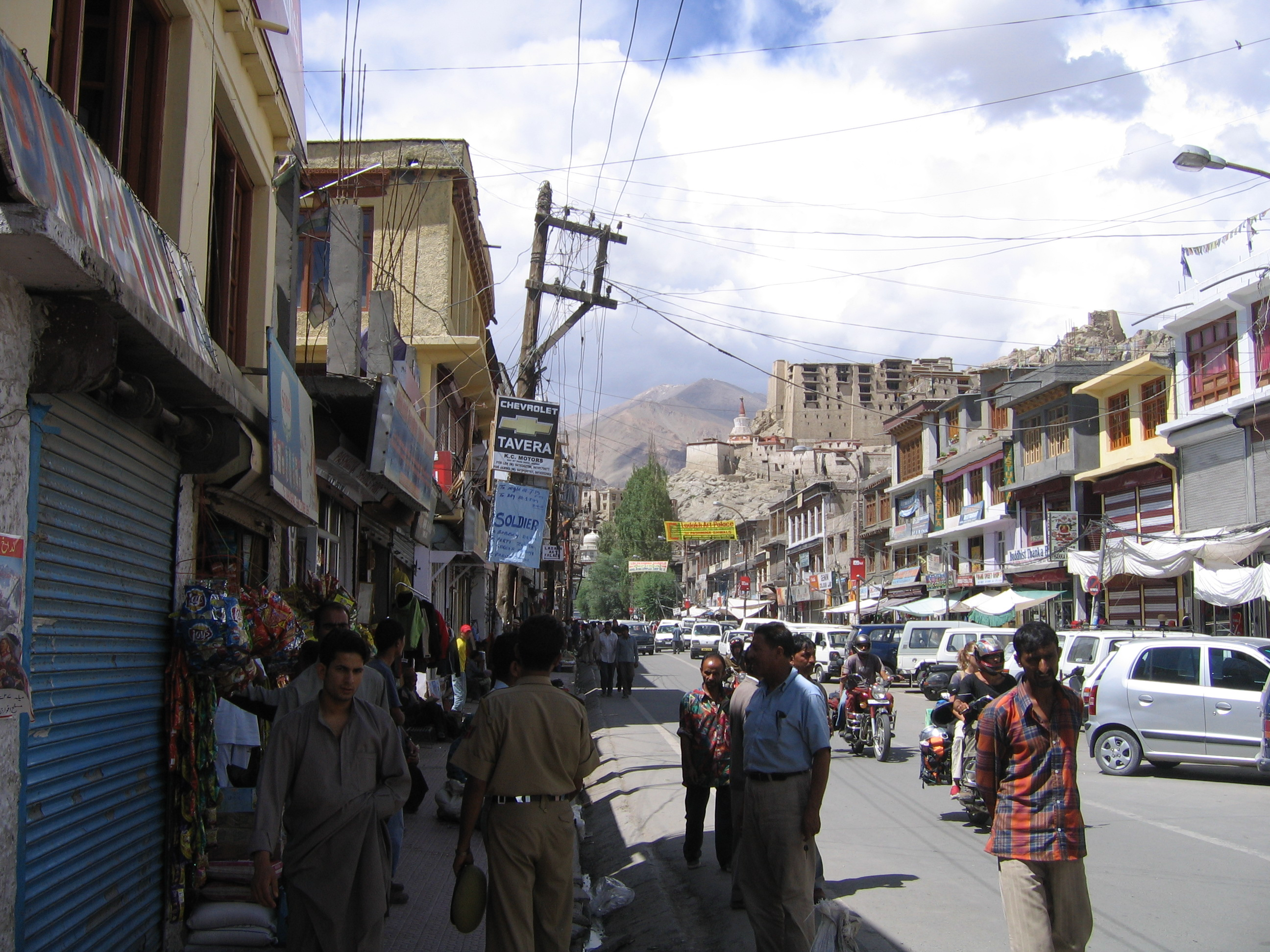
De bazaar in de hoofdstraat van Leh

Boven Leh torent het negen verdiepingen hoge paleis van de koningen van Ladakh. De bovenste etages waren het woongedeelte, onderin waren stallen en voorraadkamers. De huidige koninklijke familie woont nog steeds in Stok en het paleis is in feite een halve ruïne. Boven het paleis ligt Nemgyal Tsemo Gompa, een gompa (Tibetaans-boeddhistische tempel) met een groot gouden Boeddhabeeld en oude boeddhistische fresco's.
De moskee (Jama Masjid) van Leh is soennitisch. De moskee werd in 1661 gebouwd door koning Deldan Namgyal onder bedreiging van de Mogolkeizer Aurangzeb. Daardoor is het gebouw een mix tussen islamitische (Mogol-) en Tibetaanse architectuur. De moskee kan meer dan 500 gelovigen bidruimte bieden.
Op de berghelling ten westen van de stad ligt een vredespagode (Shanti Stupa), gebouwd door aanhangers van de Japanse goeroe Nichidatsu Fujii. Er loopt een pad met uitgehakte traptreden tegen de berg op om bij de stoepa te komen.
Op een andere berg boven de stad ligt een fort, gebouwd om de overwinning van Ladakh op de Balti's te vieren. Vanaf het fort, waar vanaf snoeren gebedsvlaggetjes gespannen zijn, heeft men uitzicht over Leh en de achterliggende bergen van het Zanskarmassief. Verder zijn er diverse gompa's in de stad zelf.
In het Indusdal in de directe omgeving van Leh zijn een groot aantal gompa's te bezichtigen, zoals bij Thikse, Hemis, Shey of Spituk.

## Woonachtig (geweest)
- Sengge Namgyal (ca.1570-1642), koning van Ladakh